# Bad Harzburg
Bad Harzburg là một thị xã ở miền trung Đức, tại huyện Goslar, bang Niedersachsen. Dân số cuối năm 2007 là 22.365 người.
Bad Harzburg tọa lạc ở chân núi phía bắc dãy Harz và vườn quốc gia Harz. Phía đông giáp bang Saxony-Anhalt.

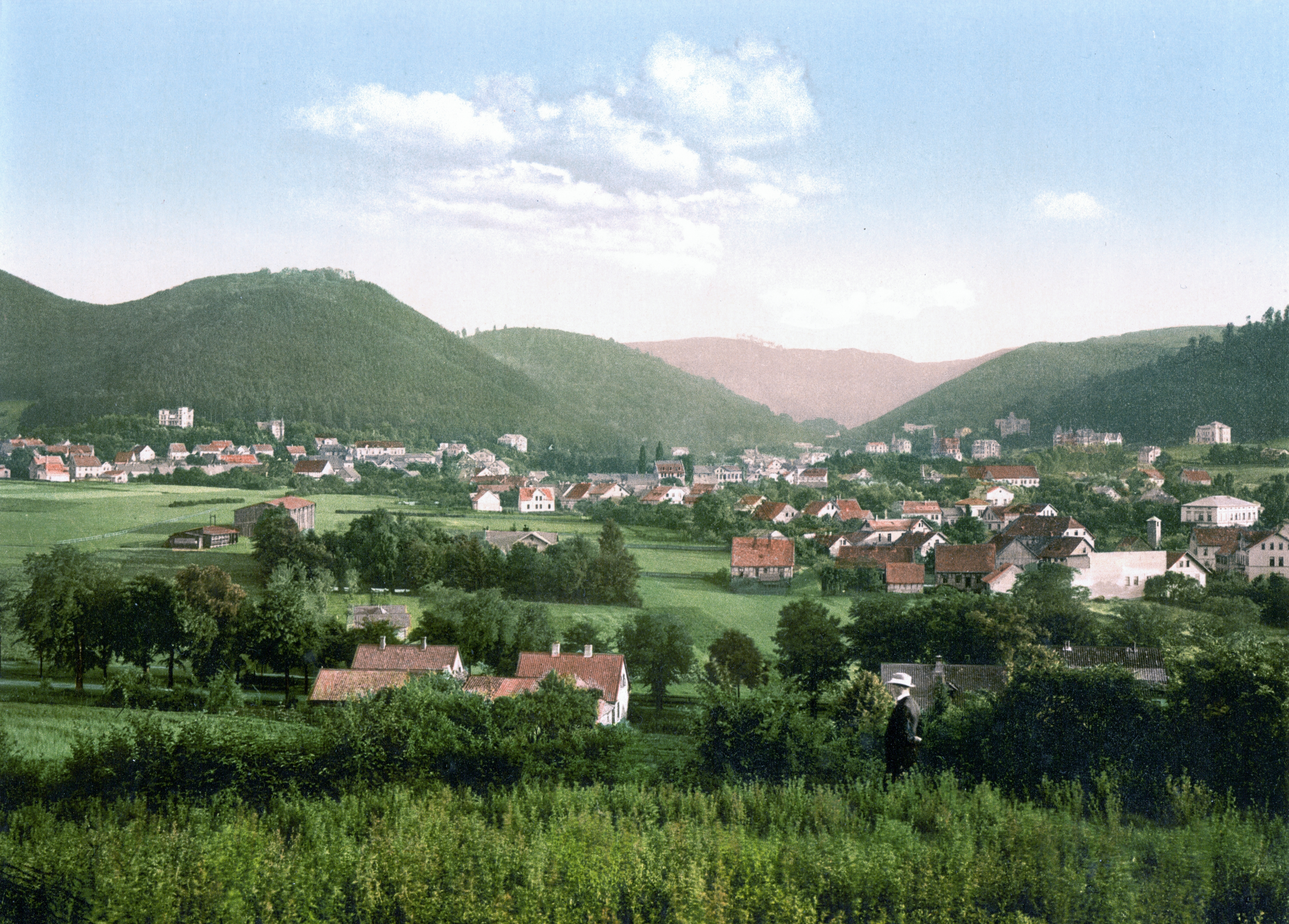
Bad Harzburg khoảng năm 1900

Các khu dân cư:
- Bad Harzburg
- Bettingerode
- Bündheim
- Eckertal
- Göttingerode
- Harlingerode
- Schlewecke
- Westerode

## Dân địa phương nổi tiếng
- Waldemar Koch, nhà chính trị, sinh ngày 25 tháng 9 năm 1880, mất ngày 15 tháng 5 năm 1963 tại Berlin
- Frithjof Schmidt, nhà chính trị, sinh ngày 17 tháng 4 năm 1953
- Karl Peters